# 克里斯·埃文斯 (英國政治人物)

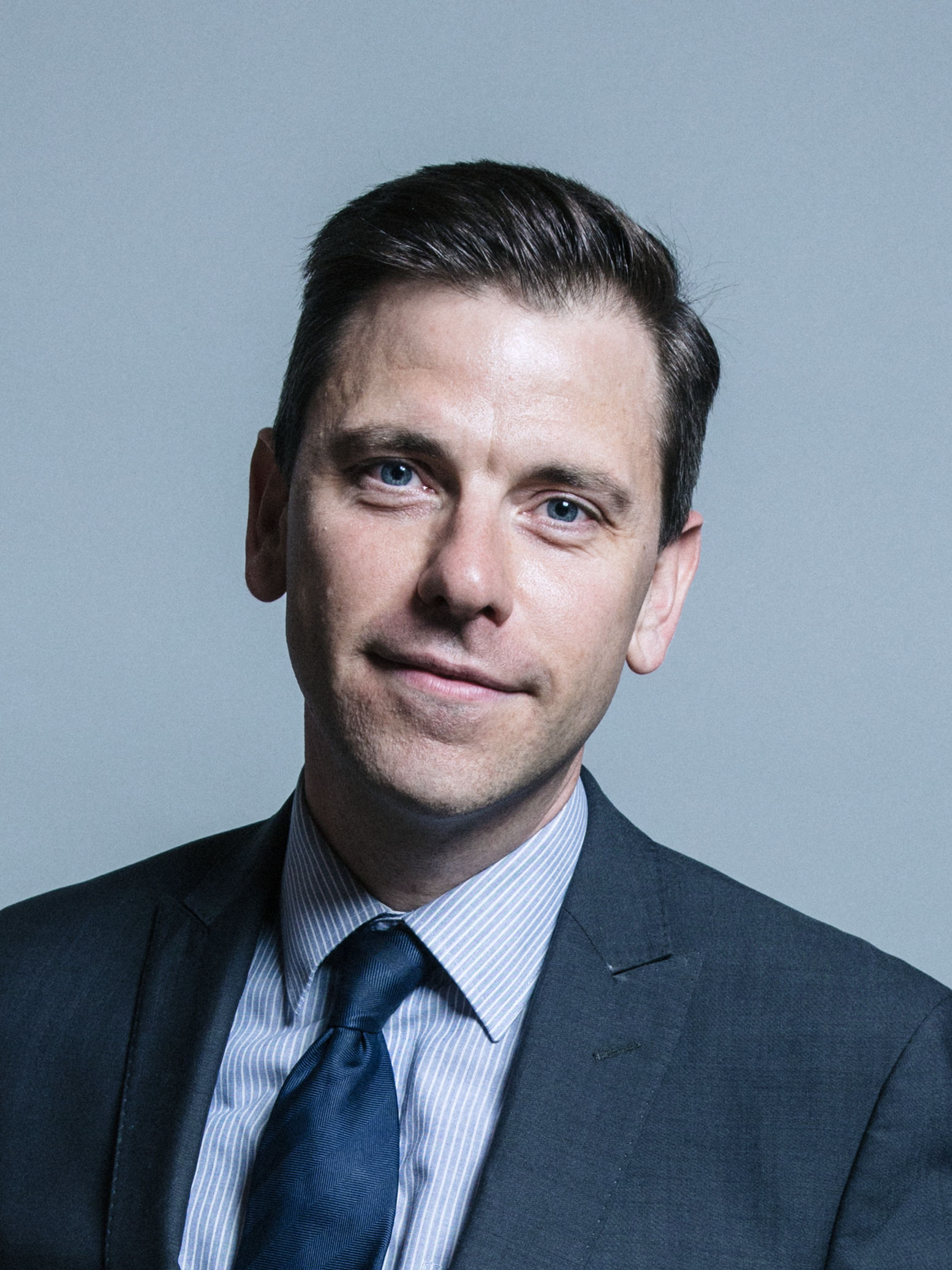

克里斯·伊万斯（Chris Evans，1976年/1977年—）是一位威爾斯政治人物，他的黨籍是工黨。自2010年開始，他擔任伊斯盧因選區選出的英國下議院議員。在踏入政界之前，他曾在賭博公司工作。